# 徐璜
徐璜（?—?），東漢下邳（治今江睢寧西北）良城人。漢朝宦官，被民間稱為徐轉日（《太平御览·坐》）或徐卧虎。

## 生平
任中常侍。梁太后死，桓帝遣宦官徐璜、具瑗、單超、左悺、唐衡等五人合謀誅殺梁冀，其他公卿將校處死的數十人。徐璜以功封武原侯。徐璜弟徐盛擔任河內太守。徐璜的侄子徐宣任下邳縣令，徐宣向已故汝南太守李暠的女兒求婚，遭到拒絕。徐宣派人把姑娘搶走，用箭射死，屍體埋於縣衙內。徐宣被東海相黃浮所殺。徐璜向桓帝告狀，黃浮被判苦役，输作右校。
党锢之祸时，宦官徐璜诬陷皇甫规“赂降群羌”，使其下狱。

## 家族
- 兄徐曾，平原相。
- 弟徐禮，河內太守。
- 侄徐宣，下邳令。